# Zell am Pettenfirst
Zell am Pettenfirst – gmina w Austrii, w kraju związkowym Górna Austria, w powiecie Vöcklabruck. 1 stycznia 2015 liczyła 1175 mieszkańców.